# Mario Gómez Atanet
Mario Gómez Atanet (Madrid, 7 de febrer de 1981) és un futbolista madrileny, que ocupa la posició de defensa.

## Trajectòria
Sorgeix del planter del Rayo Vallecano. Després de jugar amb el Rayo B, el 2002 ascendeix al primer equip, en aquells moments a la màxima categoria. El Rayo Vallecano va quedar cuer i va caure a Segona Divisió, però el defensa va ser titular, tot sumant 26 partits, que augmentarien a 33 l'any següent, quan els madrilenys encadenen un segon descens, ara a Segona B. A la categoria de bronze, Mario Gómez hi romandria un any.
El madrileny deixa el Rayo i el 2005 recala a l'Elx CF, en aquells moments a la Segona Divisió. No es fa un lloc titular, però és emprat en força partits. El 2007 canvia el club valencià pel Córdoba CF, on tampoc és titular i encara juga menys que a l'etapa il·licitana.
El 2009 fitxa per l'AD Alcorcón, de Segona Divisió B.